# Wohnhaus Schnoor 43

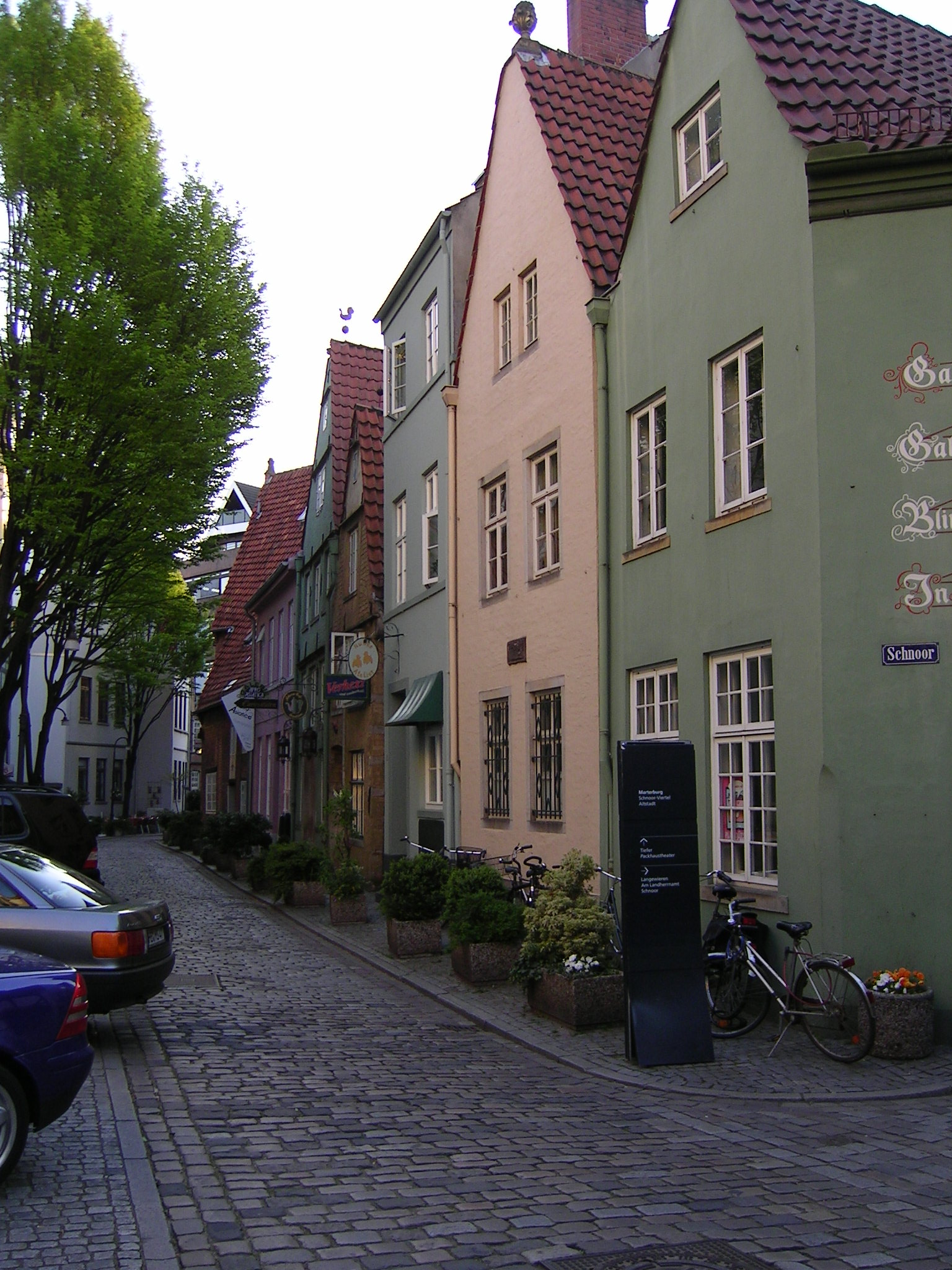
Wohnhaus Schnoor 43, vorne

Das Wohnhaus Schnoor 43 befindet sich in Bremen, Stadtteil Mitte im  Schnoorviertel, Schnoor 43. Es entstand um 1815.
Das Gebäude steht seit 1973 unter Bremer Denkmalschutz. Das benachbarte Gebäude Marterburg 25 ist Teil dieses Denkmalobjekts.

## Geschichte
Die ursprüngliche Bevölkerung des Schnoors bestand überwiegend aus Flussfischern und Schiffern. In der Epoche des Klassizismus und des Historismus entstanden von um 1800 bis 1890 die meisten oft kleinen Gebäude. Im weiteren Verlauf wurde es zum Arme-Leute-Viertel, das in weiten Bereichen verfiel – vor allem nach dem Zweiten Weltkrieg.
1959 wurde von der Stadt ein Ortsstatut zum Schutz der erhaltenswerten Bausubstanz beschlossen. Die Häuser wurden dokumentiert und viele seit den 1970er Jahren unter Denkmalschutz gestellt. Ab den 1960er Jahren fanden mit Unterstützung der Stadt Sanierungen, Lückenschließungen und Umbauten im Schnoor statt.

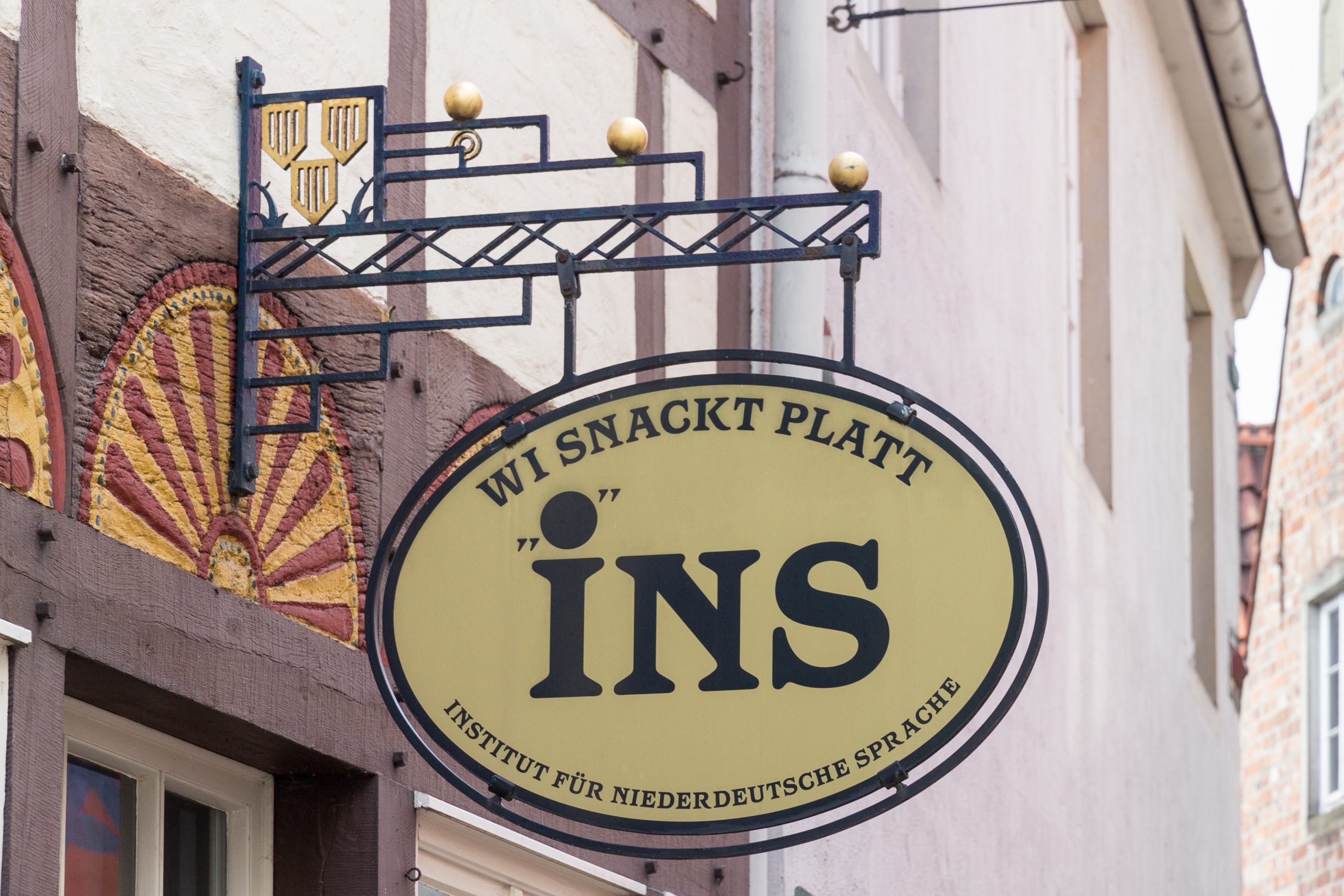
Schnoor 41–43: Institut für niederdeutsche Sprache

Das zweigeschossige, verputzte Giebelhaus mit einem Satteldach, mit dem Giebel zur Marterburg wurde um 1815 in der Epoche des Klassizismus gebaut. 1963 erfolgte ein Umbau und 1970 eine Erweiterung; ein Pferdestall zur Marterburg wurde dabei abgerissen.

Heute (2018) wird das Haus mit den Schriften an der Schnoorseite und Haus Schnoor 41 vom Institut für niederdeutsche Sprache (INS) von de Länner Bremen, Hamborg, Neddersassen un Schleswig-Holsteen genutzt. Der Fortbestand des INS ist aber seit 2017 ungeklärt.
Der niederdeutsche Straßenname Schnoor (Snoor) bedeutet Schnur: Hier stehen die Häuser wie an einer Schnur aufgereiht. Der Name kam aber durch das Schiffshandwerk und der Herstellung von Seilen und Taue (= Schnur).